# حکمرانی خوب
حکمرانی خوب یا حکمرانی مطلوب، در سه دهه اخیر به شدت مورد توجه محققان علوم اجتماعی بوده‌است. علی مختاری (۱۹۸۹) در گزارشی به بررسی اثرات حاکمیت نامطلوب بر تأخیر رشد اقتصادی کشورهای در حال توسعه پرداخته‌است. در این گزارش، که ناشی از نگرانی‌های مربوط به رابطه توسعه، دموکراسی و موضوعات متنوع اجتماعی می‌باشد، مفهوم حکمرانی خوب مطرح گردیده‌است. نتایج گزارش بر این موضوع استوار است که ضعف در به‌کارگیری و عملی نمودن اصول حکمرانی خوب، یکی از مهمترین موانع رشد و توسعه در کشورهای آفریقایی می‌باشد.
آنها مهمترین وظایف دولت در قبال جامعه را بر سه دسته تقسیم می‌نمایند:
الف) روابط توسعه‌ای؛ به این معنی که دولت‌ها با مدیریت اقتصاد به منظور نیل به حداکثر رشد اقتصادی، قادر به ایجاد تغییرات بنیادین در زمینه‌های مختلف هستند.
ب) روابط دموکراتیک و حقوق شهروندی ج) حقوق اجتماعی و فراهم نمودن زمینه مشارکت در امور مربوط به اداره کشور.

## تعریف
بر طبق جدیدترین تعریف بانک جهانی، حکمرانی خوب، در اتخاذ سیاست‌های پیش‌بینی شده، آشکار و صریح دولت (که نشان‌دهنده شفافیت فعالیت‌های دولت است)؛ بوروکراسی شفاف؛ پاسخگویی دستگاه‌های اجرایی در قبال فعالیت‌های خود؛ مشارکت فعال مردم در امور اجتماعی و سیاسی و نیز برابری همه افراد در برابر قانون، تبلور می‌یابد.
به‌طور کلی می‌توان گفت که حکمرانی خوب، تمرین مدیریت (سیاسی، اقتصادی، اجرایی و…) منابع یک کشور، برای رسیدن به اهداف تعیین شده می‌باشد. این تمرین دربر گیرنده راهکارها و نهادهایی است که افراد و گروه‌های اجتماعی از طریق آن، توانایی دنبال کردن علایق و حقوق قانونی خود را با توجه به محدودیت‌ها داشته باشند.

## اصول حکمرانی خوب
اگر چه در برخی از متون، حکمرانی خوب (Good Governance) به معنی دولت خوب (Good Government) نیز تعریف شده‌است، اما نمی‌توان این دو مفهوم را مترادف دانست، زیرا همه نهادهای جامعه در قوه مجریه خلاصه نشده و سایر نهادها نیز در روند اداره یک کشور به اندازه خود سهیم می‌باشند. اما در میان بسیاری از اندیشمندان این اتفاق نظر وجود دارد که وجود دولت خوب، شرط لازم برای حکمرانی خوب است.
کمیسیون اقتصادی، اجتماعی آسیا و اقیانوس آرام (ESCAP) اصول مهم حکمرانی خوب و عوامل مؤثر در تقویت این اصول را تبیین نموده‌است؛ حکومت‌ها با احترام نهادن به این اصول و اجرایی نمودن آنها، می‌توانند گام‌های مؤثری در روند توسعه پایدار بردارند. ESCAP، اصول حکمرانی خوب را به شکل زیر تعریف می‌نماید:
۱- مشارکت:
میزان مشارکت مردم در امور جامعه یکی از کلیدی‌ترین پایه‌های حکمرانی خوب به‌شمار می‌رود. مشارکت می‌تواند به صورت مستقیم یا غیرمستقیم (از طریق نهادهای قانونی) صورت گیرد. البته نمی‌توان انتظار داشت که در نظام تصمیم‌گیری یک کشور، تمامی نظرات موجود مد نظر قرار گیرد، بلکه مفهوم مشارکت در اینجا، اشاره به آزادی بیان و تنوع دیدگاه‌ها و سازماندهی یک جامعه مدنی دارد.
۲- حاکمیت قانون:
حکمرانی خوب نیازمند چارچوب عادلانه‌ای از قوانین است که در بر گیرنده حمایت کامل از حقوق افراد (بویژه اقلیت‌ها) در جامعه بوده و به صورت شایسته‌ای اجرا گردد. لازم است ذکر شود که اجرای عادلانه قوانین، مستلزم وجود نظام قضایی مستقل و یک بازوی اجرایی (پلیس) فساد ناپذیر برای این نظام می‌باشد.
۳- شفافیت:
شفافیت، به معنی جریان آزاد اطلاعات و قابلیت دسترسی سهل و آسان به آن برای همه‌است. همچنین شفافیت را می‌توان آگاهی افراد جامعه از چگونگی اتخاذ و اجرای تصمیمات نیز دانست. در چنین شرایطی، رسانه‌های گروهی به راحتی قادر به تجزیه و تحلیل و نقد سیاست‌های اتخاذ شده در نظام تصمیم‌گیری و اجرایی کشور خواهند بود.
۴- پاسخگویی:
پاسخگویی نهادها، سازمان‌ها و موسسات در چارچوب قانونی و زمانی مشخص در برابر اعضاء خود و ارباب رجوع، از جمله عواملی است که به استوار شدن پایه‌های حکمرانی خوب در یک جامعه منجر می‌شود.
۵- شکل‌گیری وفاق عمومی:
همانگونه که بیان گردید، فراهم نمودن زمینه ظهور نظرات متفاوت در عرصه‌های مختلف سیاسی، اجتماعی و اقتصادی، از جمله اصول حکمرانی خوب می‌باشد. حکمران خوب، باید نظرات مختلف را در قالب وفاق ملی عمومی به سمتی رهنمون گردد که بیشترین همگرایی را با اهداف کل جامعه داشته باشد. ایفای این نقش حیاتی نیازمند شناخت دقیق نیازهای بلندمدت جامعه در مسیر حرکت به سمت توسعه پایدار می‌باشد.
۶- حقوق مساوی (عدالت):
رفاه و آرامش پایدار در جامعه، با به رسمیت شناختن حقوق مساوی برای تمامی افراد ممکن خواهد بود. در جامعه باید این اطمینان وجود داشته باشد که افراد، به تناسب فعالیت خود در منافع جامعه سهیم خواهند بود. به عبارت دیگر در حکمرانی خوب، همه افراد باید از فرصت‌های برابر برخوردار باشند.
۷- اثر بخشی و کارایی:
از حکمرانی خوب به عنوان ابزاری برای تنظیم فعالیت نهادها در راستای استفاده کارا از منابع طبیعی و حفاظت از محیط زیست نیز یاد می‌شود. کارایی و اثر بخشی در مقوله حکمرانی از جمله مباحثی است که با گذشت زمان، اهمیت بیشتری پیدا نموده‌است.
۸- مسئولیت پذیری:
مسئولیت‌پذیری را می‌توان یکی از کلیدی‌ترین مولفه‌های حکمرانی خوب به‌شمار آورد. درکنار موسسات و نهادهای حکومتی، سازمان‌های خصوصی و نهادهای مدنی فعال در جامعه نیز باید در قبال سیاست‌ها و اقدامات خود پاسخگو باشند. باید عنوان نمود که اصول حکمرانی خوب به‌صورت زنجیرای متصل به هم بوده و اجرایی شدن هرکدام از آنها، مستلزم اجرای سایر اصول می‌باشد. برای مثال نمی‌توان انتظار داشت که مسئولیت‌پذیری و پاسخگویی بدون وجود شفافیت و حاکمیت قانون جنبه اجرایی چندانی در جامعه داشته باشد.